# Пършинг (окръг)
Вижте пояснителната страница за други значения на Пършинг.
Окръг Пършинг (на английски: Pershing County) е окръг в щата Невада, Съединени американски щати. Площта му е km², а населението – 6560 души (2016). Административен център е град Лъвлок.